# 李廷樞
李廷樞，字辰玉，江南江寧籍，吳縣（今屬蘇州市）人。清初政治人物。

## 生平
李廷樞於順治四年（1647年）中式丁亥科三甲進士。選庶吉士，散館授檢討，官至浙江糧道。